# Мария Кристина Саксонская (1735—1782)
Мария Кристина Саксен-Польская (нем. Maria Christina von Sachsen und Polen), или Мария Кристина Анна Терезия Саломея Эулалия Франциска Ксавьера фон Веттин (нем. Maria Christina Anna Theresia Salomea Eulalia Franziska Xaveria von Wettin; 12 февраля 1735, Вилянувский дворец, Корона Королевства Польского — 19 ноября 1782, Château de Brumath, метрополия Франции) — дочь Августа III, короля Польского и великого князя Литовского из рода Веттинов, титулярная аббатиса Ремиремонская, дама Благороднейшего ордена Звёздного креста.

## Биография
Мария Кристина Анна Терезия Саломея Эулалия Франциска Ксавьера фон Веттин родилась 15 февраля 1735 года во дворце Вилянув, в Речи Посполитой. Родители принцессы были близкими родственниками. Отец, Август III фон Веттин, курфюрст Саксонский (под именем Фридриха Августа I), король Польский и великий князь Литовский (под именем Августа II). Мать, Мария Жозефа фон Габсбург, эрцгерцогиня Австрийская, двоюродная сестра императрицы Марии Терезии Австрийской.
Мария Кристина была десятым ребёнком в семье из четырнадцати детей. Родными сёстрами ей приходились Мария Амалия Саксонская, в замужестве королева Испании, Мария Жозефа Саксонская, в замужестве дофина Франции, Мария Анна Саксонская, в замужестве курфюрстина Баварии и Мария Кунигунда Саксонская, аббатиса в Торне и Эссене. Родными братьями принцессы были Фридрих Кристиан, курфюрст Саксонии, Карл фон Веттин, герцог Курляндии и Альберт фон Веттин, герцог Тешена.
Родители обеспечили дочери блестящее образование. Принцесса владела латынью, свободно говорила на французском и польском языках (не считая родного немецкого), обладала обширными познаниями по философии, географии и теологии, рисовала, музицировала и танцевала.
В 1764 году Мария Кристина прибыла во Францию, где получила титул заместительницы настоятельницы в аббатстве Ремирмон, на севере королевства. Это стало возможным благодаря личному вмешательству короля Людовика XV. В это время аббатство находилось под руководством титулярной аббатисы Анны Шарлотты Лотарингской, сестры Франца I, императора Священной Римской империи.
В 1773 году после смерти Анны Шарлотты Мария Кристина получила титул аббатисы Ремиремона, который был за ней до самой смерти. Таким образом, она получила право голоса в рейхстаге и все права имперской принцессы.
Большую часть своего времени Мария Кристина проводила в Париже, увлекалась балами и театром. Долги любившей повеселиться аббатисы выплачивали Станислав Лещинский (герцог Лотарингский) и даже Людовик XV. О том периоде жизни принцессы сохранились сведения в её переписке с родным братом Францем Ксавером фон Веттин, регентом Саксонии. Тогда же она получила орден Звездного Креста.
Наконец, устав от бурной столичной жизни, в 1775 году Мария Кристина купила замок близ городка Брюмат в Эльзасе (Франция). И здесь она жила на широкую ногу, наделав много новых долгов. После её смерти 19 ноября 1782 года её племянник, король Людовик XVI, выплатил кредиторам почившей 136 876 ливров.
Мария Кристина была похоронена в аббатстве Ремиремон 15 декабря. После её смерти замок в Брюмате был заброшен, и вскоре разграблен во время Великой французской революции.